# Terrier gal·lès

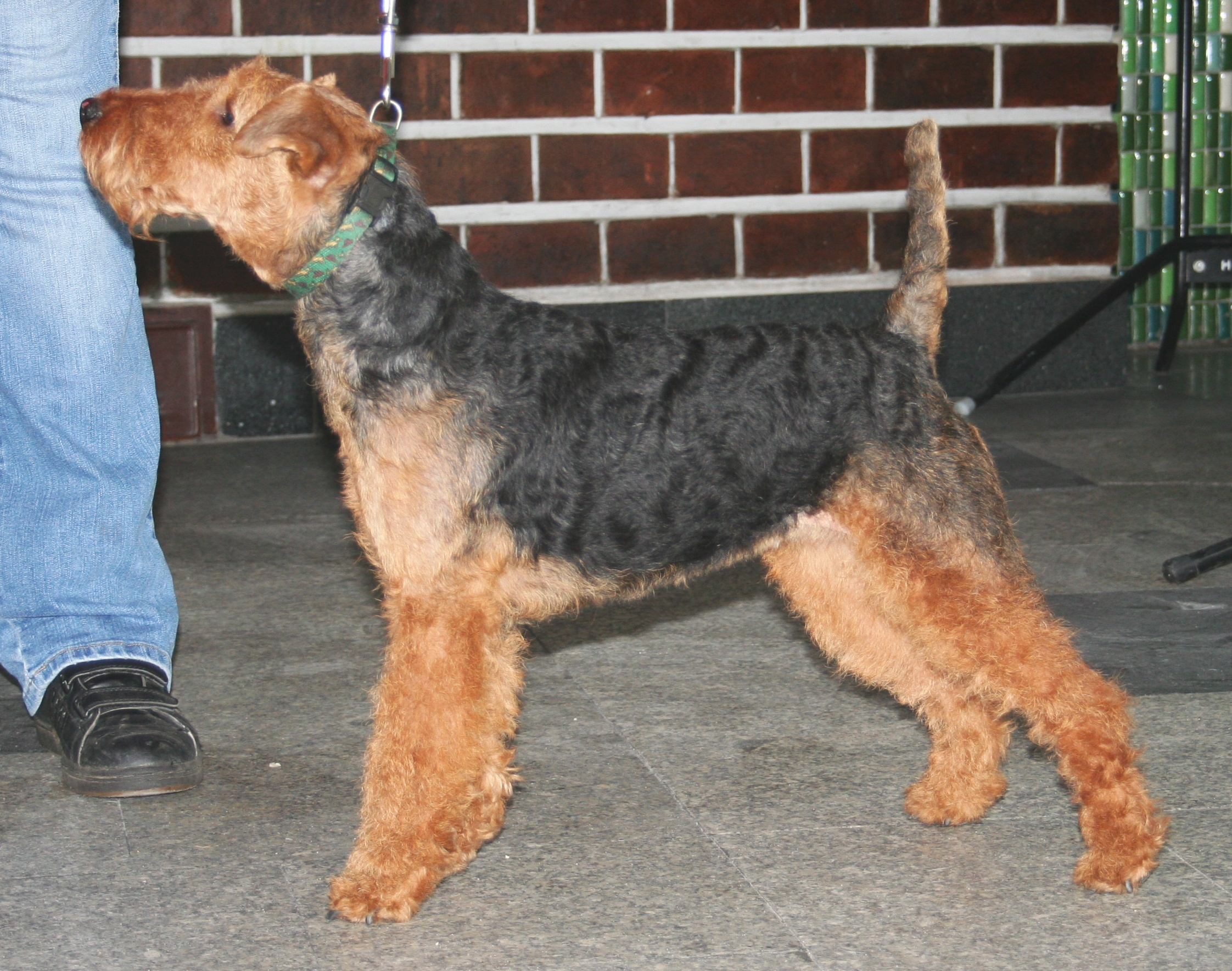
Terrier gal·lès

El terrier gal·lès (Welsh terrier en anglès) és una raça de gos que data dels anys 1760 i és un dels terriers més antics. Originalment va ser criat per a la caça de guineus, rosegadors i teixons, però durant l'últim segle s'ha criat principalment per les exposicions canines. Tot i això, ha conservat la força del caràcter propi dels terriers i per això requereix un tracte ferm i no agressiu. El terrier gal·lès es va originar a Gal·les i s'ha afirmat que és la raça de gos existent més antiga del Regne Unit d'acord amb la investigació de Julian Calder i Alastair Bruce per al seu llibre, 'El més vell - en la celebració de la història viva de la Gran Bretanya'. El terrier gal·lès es va incorporar tardanament al món de les exposicions canines a Gran Bretanya (era principalment un gos de treball) i no es va registrar oficialment fins al segle xix. Actualment està a la llista de races en perill d'extinció del Kennel Club del Regne Unit, en registrar només uns 300 cadells a l'any, en comparació amb les races més populars, de les quals s'inscriuen desenes de milers de cadells cada any.

## Història
Possiblement l'ancestre directe del terrier gal·lès va ser l'antic terrier negre i foc de pèl dur que era molt popular a Gran Bretanya durant els segles XVIII i xix. A finals del segle xviii ja hi havia una varietat de terrier molt ben definida al nord de Gal·les, que era usada per caçar llúdrigues, guineus i teixons.
Eventualment, aquesta varietat de gossos terriers es va arribar a conèixer amb el nom de Welsh terrier, o com la coneixem en català: terrier gal·lès. La raça va ser reconeguda el 1886 pel Kennel Club anglès, però encara es va creuar amb el Fox terrier de pèl dur per donar-li una aparença més estilitzada que la que tenia, arribant a obtenir un gos semblant al terrier d'Airedale però de mida petita.
Actualment el terrier de Gal·les és principalment un gos de companyia, encara que no és molt popular fora del seu lloc d'origen. També apareix amb certa freqüència en exposicions canines europees.

## Descripció

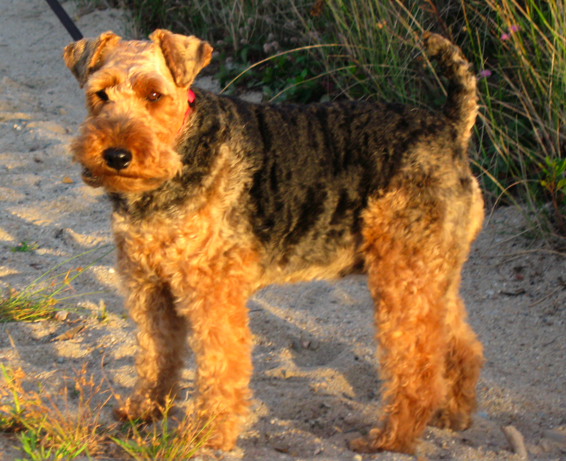
Terrier gal·lès

Aquest terrier és un gos de poca alçada i de constitució quadrada. És a dir que la longitud del seu cos és similar a l'alçada a la creu. És un gos fort per la seva grandària i té una gran elegància.
El cap és moderadament ample i el musell és de mitjana longitud. El nas és negre. Els petits i foscos ulls del terrier gal·lès mostren una expressió alegre, intrèpida i valenta, però no agressiva. Les orelles són petites, triangulars i d'inserció alta.
La cua és de port erecte però mai corbada sobre el dors. Tradicionalment s'amputa aproximadament un terç de la cua als tres o quatre dies del naixement, però actualment aquesta pràctica s'ha prohibit en alguns països. L'estàndard FCI de la raça accepta les cues amputades.
El pèl del terrier gal·lès està format per dues capes. Una interior, llanosa i densa, que l'aïlla del fred, i una altra exterior dura i brillant, que el protegeix de la pluja, el vent i les abrasions produïdes per arços, etc. Convé raspallar el pèl sovint. També se li sol tallar el pèl, per donar-li la forma típica de la raça. Un terrier gal·lès ben cuidat deixa molt menys pèl que un gos de gairebé totes les altres races pel que són gossos adequats per viure dins d'una casa, o amb persones que pateixin una lleu al·lèrgia al pèl de gos. Els colors acceptats són el negre i foc, o negre-grisós i foc.

## Temperament
Extravertit, actiu, intel·ligent i amigable, el terrier gal·lès és un dels terriers més tranquils i amb menys agressivitat. Tot i això, segueix sent un gos de caça amb molta energia i que desborda coratge.

Aquest gos és reservat amb els estranys, però pot ser molt més amigable que els altres terriers si és que ha rebut la socialització adequada. De qualsevol manera, tendeix a ser molt amigable amb la seva família i especialment amb els nens a qui els té molta paciència. Amb els gossos tendeix a ser menys agressiu que altres terriers però no arriba a ser un gos molt sociable, i tendeix a barallar-se amb altres de la seva espècie. De la mateixa manera, el seu impuls de presa és menor que el d'altres races del grup, però tot i així tendeix a perseguir i matar animals petits. 

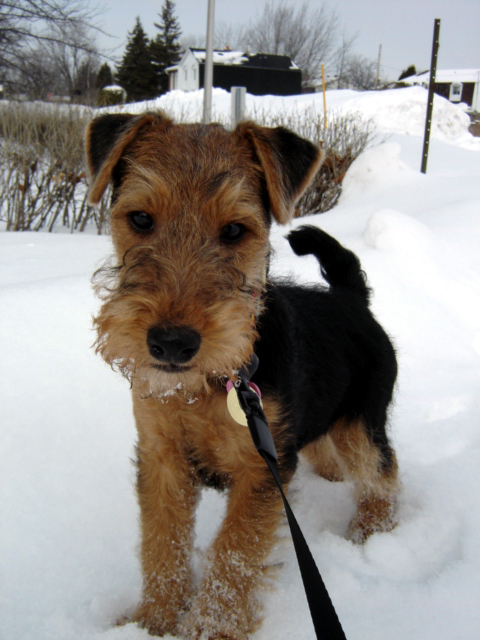
Terrier gal·lès en un paisatge nevat

És important socialitzar des de cadell al terrier gal·lès perquè tingui una convivència més fàcil, tant amb persones com amb gossos i altres animals.
En ser gossos molt intel·ligents, els terriers de Gal·les aprenen amb facilitat. Així, l'ensinistrament d'aquests gossos és agradable, però cal saber diversificar els exercicis perquè sigui divertit. En cas contrari, els terriers gal·lesos s'avorreixen i busquen altres ocupacions. És recomanable emprar variants de l'ensinistrament en positiu, com ara l'ensinistrament amb clicker, per aprofitar al màxim el potencial d'aquests gossos.
Entre els problemes comuns de comportament en aquesta raça es troben els lladrucs excessius i el cavar al jardí. A més, per descomptat, una certa tendència a l'agressivitat cap a altres gossos. No obstant això, amb l'ensinistrament adequat i donant-li al gos suficient activitat física i mental, es poden evitar o reduir en gran manera aquests problemes.
Pel seu caràcter amistós envers els seus i la seva divertida personalitat, el terrier gal·lès pot ser una excel·lent mascota per a persones que gaudeixen activitats a l'aire lliure i als que no els molesten els lladrucs.

## Salut
El cos del terrier gal·lès és normal i saludable de manera que el físic és resistent i durador. Alguns estudis han suggerit una predisposició genètica forta, de manera concloent. Un terrier gal·lès sa viuria al voltant de 12 a 13 anys de mitjana i es manté actiu i alerta fins a una edat avançada si està ben cuidat i saludable.